# Badhoevedorp

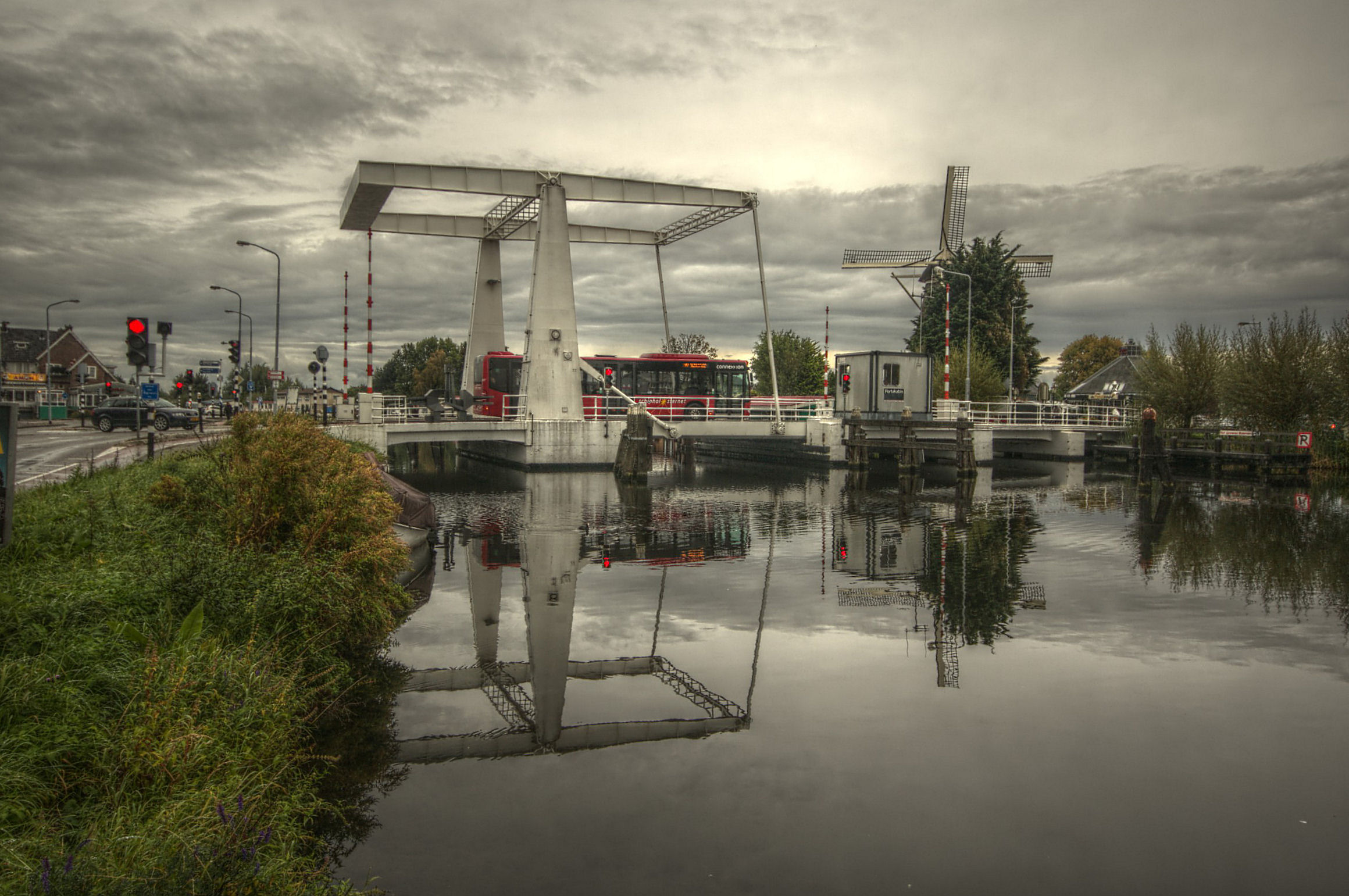
De Sloterbrug.

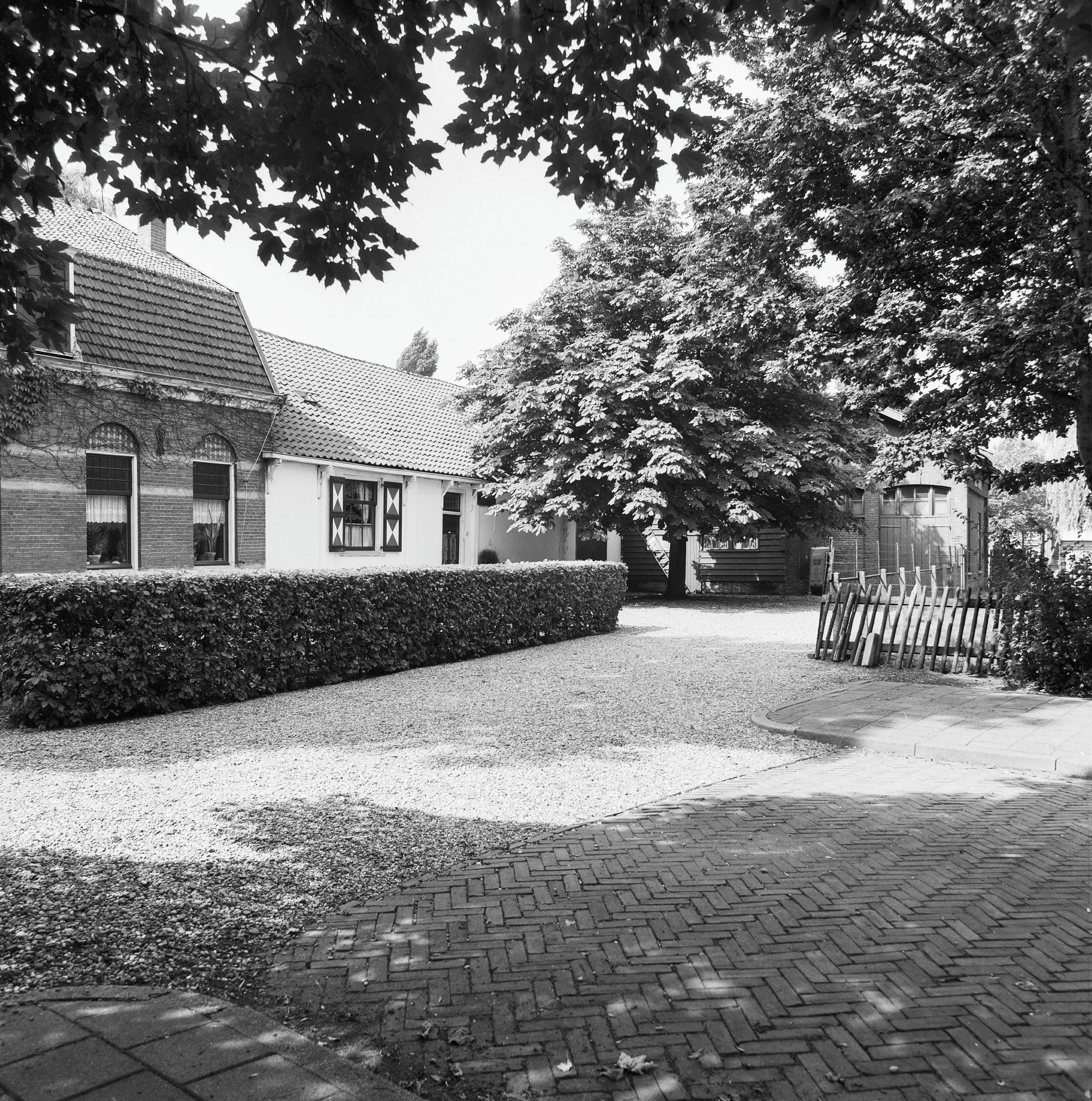
De in de jaren 90 gesloopte Badhoeve met het oorspronkelijke melkhuisje.

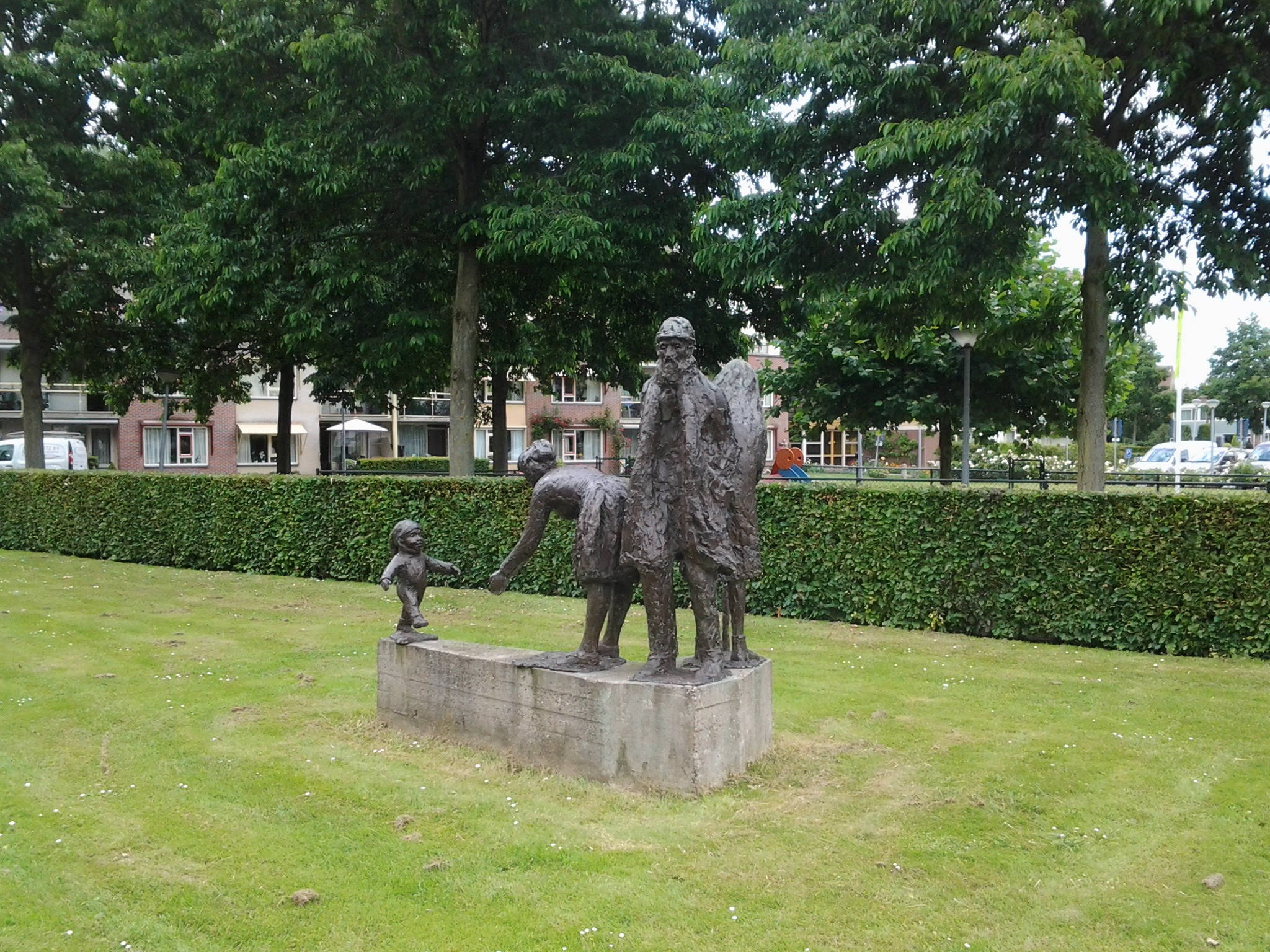
Generaties, beelden van Karel Gomes bij Schuilhoeve, Keizersweg

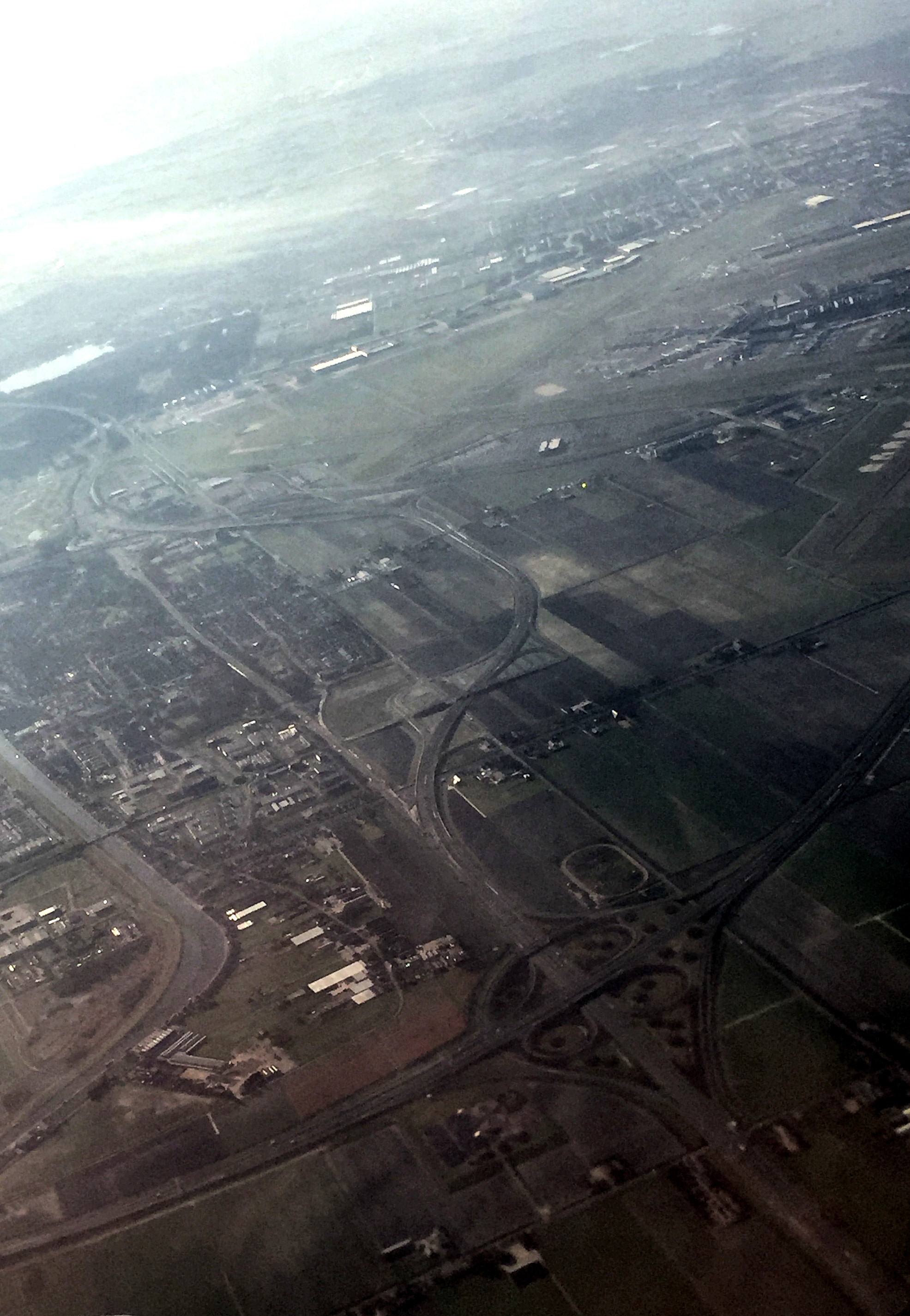
De omlegging van de A9, net voor de afsluiting van het oude tracé naar het oosten gezien

Badhoevedorp is een dorp in de gemeente Haarlemmermeer in de Nederlandse provincie Noord-Holland met in 2023 14.455 inwoners. Het dorp wordt door de ringvaart gescheiden van het oude dorp Sloten, sinds 1921 deel van de gemeente Amsterdam. De Sloterbrug verbindt sinds 1879 beide dorpen met elkaar. Voorts zijn er de Oude Haagsebrug en de Lijnderbrug die een verbinding vormen met Amsterdam-Nieuw-West. Langs de ringvaart komt men in het noordwesten over de Akerdijk bij het dorp Lijnden, in het zuidoosten over de Nieuwemeerdijk bij de buurtschap Nieuwe Meer.

## Geschiedenis
Badhoevedorp is genoemd naar de modelboerderij de Badhoeve van Jacob Paulus Amersfoordt, burgemeester van Haarlemmermeer. Deze in 1854 gebouwde boerderij was weer vernoemd naar een strandje aan het destijds Haarlemmermeer op de plek waar later het niet meer bestaande Akerbad stond in Sloten waar een badgelegenheid was. Deze boerderij trok al spoedig na de bouw de aandacht vanwege de revolutionaire landbouwmethoden. Onder andere koningin Sophia heeft de boerderij nog bezocht.
Aanvankelijk was Badhoevedorp niet veel meer dan een paar huizen om de modelboerderij "de Badhoeve" aan de ringdijk van de Haarlemmermeer, maar vanaf de jaren 30 werd het dorp uitgebreid als tuindorp bij Amsterdam. Zo kon aan de werknemers van het nabijgelegen Schiphol huisvesting worden geboden. De nieuwe bevolking was voor de overgrote meerderheid afkomstig uit de stad. Dit, en de nabijheid van Amsterdam, zullen de oorzaak zijn dat Badhoevedorpers zich ook nu nog meer verbonden voelen met de stad dan met Haarlemmermeer. Van eind jaren dertig tot begin jaren zeventig was het dorp het grootste van de Haarlemmermeer.
In 1936 werd de naam van het dorp officieel door de Haarlemmermeerse gemeenteraad vastgesteld als Badhoevedorp. Voor die tijd stond het bekend als Badhoevebuurt.
De oorspronkelijke modelboerderij de Badhoeve werd in 1990/'91 gesloopt.

## Wijken
Badhoevedorp omvat de volgende wijken: Noordwest, de Dijk, Bouwlust, West, Centrum, Noordoost, Zuid, Oost, Antoniushoeve, Badhoevedorp Omgeving, Schuilhoeve en Badhoevedorp Nieuwe Meer. Deze namen worden door bewoners nauwelijks gebruikt. Er zijn informele wijknamen die wat gangbaarder zijn, zoals het Groene Dakendorp, alwaar de dure villa's inderdaad groene daken hebben, en de Vogelbuurt, alwaar de straten naar bekende vliegtuigen van de KLM uit de jaren dertig vernoemd zijn (en die waren op hun beurt weer naar vogels vernoemd).

## Verkeer en vervoer
Van 8 augustus 1967 tot 10 april 2017 liep de autosnelweg A9 dwars door het dorp. Na jaren plannen om deze rijksweg ten zuiden van Badhoevedorp om te leggen werd deze wijziging definitief na een besluit in de gemeenteraad van Haarlemmermeer op 20 oktober 2005. Na een in 2007 begonnen inspraakronde werd op 24 april 2012 het definitieve tracébesluit getekend door verkeersminister Schultz van Haegen. Eind 2012 deed de Raad van State uitspraak over eventueel ingesteld beroep. In het najaar van 2013 werd een start gemaakt met de bouw.
Op 17 en 19 december 2016 werd de nieuwe rijbaan in de richting Amstelveen (linkerrijbaan) in gebruik genomen. In april 2017 volgde de omlegging in de richting Haarlem (rechterrijbaan). Op 10 april 2017 reed de laatste auto de andere kant op. Aansluitend hierop voorziet het 'Masterplan Badhoevedorp' in de bouw van nieuwe woningen op de plaats van de oude snelweg.
Hier is de nieuwe wijk Quatrebras Park in ontwikkeling op de grens met Lijnden.
Aan de zuidoostkant van Badhoevedorp kruisen autosnelwegen A9 en A4 bij het knooppunt Badhoevedorp. Langs Badhoevedorp loopt tevens de provinciale weg N232, lokaal beter bekend als de Schipholweg.
Langs het dorp loopt een spoorlijn maar deze heeft er geen station. Connexxion buslijn 195 doet het dorp wel aan. Buslijn 194 van het Schipholnet bedient Quatrebras Park en heeft net als buslijn 356 van R-net en schoolbus 645 haltes langs de rand van het dorp.

## Industrie en nijverheid
Badhoevedorp kent twee grote industrieterreinen, waar vooral bedrijven gevestigd zijn en geen fabrieken: de Jan van Gentstraat en het industrieterrein aan de Schipholweg. Het winkelcentrum van Badhoevedorp bevindt zich aan de Sloterweg en het Lorentzplein, en deels aan de Pa Verkuijllaan. Het dorp heeft drie supermarkten en geen bankinstellingen. Verder heeft Badhoevedorp twee drogisterijen, een apotheek en een openbare bibliotheek.

## Scholen
Badhoevedorp heeft tegenwoordig enkel basisscholen, te weten de:
- G.Th. Rietveldschool (daltononderwijs),
- Dr. Plesmanschool (rooms-katholiek), vroeger de Sint Jozefschool geheten.
- Oranje-Nassauschool (protestants-christelijk).

In het dorp was ook bloeiend voortgezet onderwijs, met het openbare Haarlemmermeer Lyceum en de christelijke Oranje Nassau School. De eerste vestiging van het lyceum was in Badhoevedorp, met docenten als Henriëtte Boas en leerlingen als Bas Heijne. Later kwam er een tweede vestiging in Hoofddorp, nadat deze door de gemeente tot hoofdvestiging was verklaard werd het lyceum in Badhoevedorp in 1985, ondanks het hoge leerlingenaantal, gesloten. Voor het vervolgonderwijs zijn de scholieren uit het dorp sindsdien aangewezen op Amsterdam, Haarlem, Hoofddorp of Amstelveen.

## Kerken
Badhoevedorp heeft twee kerken: de rooms-katholieke H.H. Engelbewaarderskerk en de Pelgrimskerk behorend aan de gemeente Badhoevedorp/Lijnden van de Protestantse Kerk in Nederland. De Pelgrimskerk is de voormalige Gereformeerde Kerk. De hervormde Immanuelkerk heeft begin 21e eeuw moeten wijken voor appartementen.

## Sport
In Badhoevedorp zijn verschillende sportverenigingen actief. Dit zijn:
- SCPB '22 (voetbal, honkbal, softbal)
- Kombij Sport (volleybal, atletiek, tafeltennis)
- TV Badhoevedorp (tennis)
- KV Badhoevedorp (korfbal)
- ZV de Waterwolf (zwemsport, waterpolo, duiken)
- BCB (badminton)
- Kringroep den Aemstelle (hondensport)
- Badhoevese Bridgeclub (kaarten)
- P.H.C Badhoevedorp (kickboksen)

## Scoutinggroepen
Buiten de sportverenigingen telt Badhoevedorp ook twee scoutinggroepen, te weten:
- Lady Baden Powell (landscouting)
- Leeghwatergroep (waterscouting)

## Bekende Badhoevedorpers

### Geboren
- Leen van der Meulen (1937-2015), wielrenner, ondernemer
- Theun de Winter (1944), journalist, dichter en tekstschrijver
- Rick van der Linden (1946-2006), musicus
- Klaas Balk (1948), wielrenner
- Lam de Wolf (1949-2025), beeldend kunstenaar
- Jack van Gelder (1950), sportverslaggever en tv-presentator
- George Boeree (1952-2021), Nederlands-Amerikaans psycholoog en hoogleraar
- Bies van Ede (1957), schrijver
- Hans Nijenhuis (1962), journalist en schrijver
- Edwin Jongejans (1966), schoonspringer
- Michiel Bartman (1967), roeier
- Marcel Keizer (1969), voetballer en voetbaltrainer
- Joes Kloppenburg (1970-1996), slachtoffer van zinloos geweld
- Monique van der Velden (1973), kunstschaatser
- Cas Jansen (1977), acteur
- Tessa Oudejans (1991), voetbalster
- Sven Botman (2000), voetballer

### Woonachtig (geweest)
- Willeke Alberti, zangeres
- J.P. Amersfoordt, jurist, landbouwer en burgemeester
- H.M. Dijk, componiste
- Marco van Basten, voetballer
- Daley Blind, voetballer[7]
- Henriëtte Boas, classica en publiciste
- Angelos Charisteas, voetballer
- Tonny Eyk, musicus
- Karel Gomes, beeldhouwer
- Daphne Jongejans, schoonspringster
- Ron Kas, radiopresentator KRO
- Khalid Kasem, advocaat, televisiepresentator
- Karel Klaver, voormalig hockey-international
- Cees de Lange, cabaretier
- Samuel Leijten, zanger, bekend van B-Brave
- Ajouad El Miloudi, tv- en radiopresentator
- Michael Mols, voetballer
- Jeroen Mul, autocoureur
- André Schoonenwolf, rallyrijder
- Mylène Waalewijn, zangeres, bekend van het duo Mylène & Rosanne
- Rosanne Waalewijn, zangeres, bekend van het duo Mylène & Rosanne
- Jaap van Zweden, violist

### Overleden
- Wim Slijkhuis (1923-2003), atleet
- Gregor Frenkel Frank (1929-2011), televisiepresentator
- Gerrit Engelgeer (1958-2010), jurist, was letselschadeadvocaat

Plaatsen: Abbenes · Badhoevedorp · Beinsdorp · Buitenkaag · Burgerveen · Cruquius · Haarlemmerliede · Halfweg · Hoofddorp · Leimuiderbrug · Lijnden · Lisserbroek · Nieuw-Vennep · Rijsenhout · Rozenburg · Schiphol · Schiphol-Rijk · Spaarndam-Oost · Spaarnwoude · Vijfhuizen · Weteringbrug · Zwaanshoek · Zwanenburg

Gehuchten en buurtschappen: Aalsmeerderbrug · Boesingheliede · Cruquius-Oost · De Hoek · Huigsloot · 't Kabel · De Liede · Nieuwebrug · Nieuwe Meer · Oude Meer · Penningsveer · Schiphol-Oost · Vinkebrug · Vredeburg · Weberbuurt

Voormalige gemeente: Haarlemmerliede en Spaarnwoude

Noord-Holland: Steden en dorpen      Nederland: Provincies · Gemeenten